# Elizabeth Simcoe
Elizabeth Posthuma Simcoe, batejada el 22 de setembre de 1762 a Aldwincle, Northamptonshire, i morta el 17 de gener de 1850 a Devon, prop de Honiton, fou una il·lustradora i escriptora britànica del Canadà colonial.

## Biografia
Elizabeth Posthuma Gwillim era l'única filla del tinent coronel Thomas Gwillim i Elizabeth Spinckes. El seu pare va morir set mesos abans de néixer ella i la seva mare va morir poques hores després de donar a llum; ella va rebre, per això, el segon nom de Posthuma.
Després del seu bateig, Elizabeth es va criar amb la seva àvia; més tard, amb la seva tia Margaret, i va alternar la convivència amb altres parents.

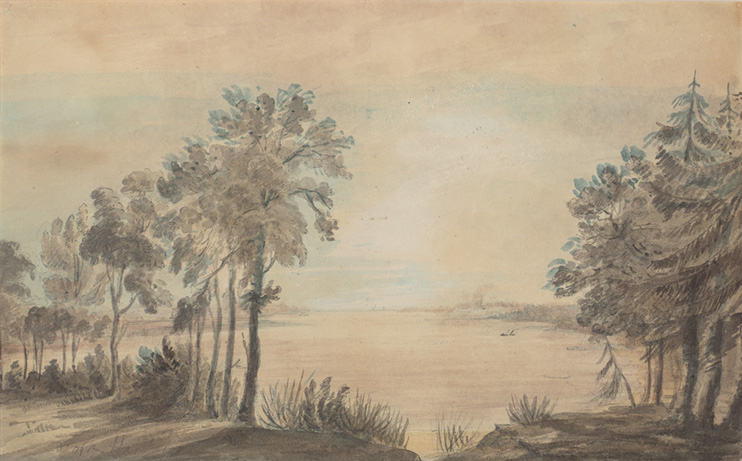
Una aquarel·la de 1793 feta per Simcoe al port de York abans de la colonitzacio. York esdevindria la ciutat de Toronto

El 30 de desembre de 1782 es va casar amb John Graves Simcoe, oficial de l'exèrcit britànic, amb qui tindria onze fills entre els anys 1784 i 1804. Com a rica hereva, Elizabeth Simcoe va adquirir una finca de 5.000 hectares prop de Honiton, a Devon, i va construir Wolford Lodge, que seria la seu de la família Simcoe fins al 1923.
El 1791, el seu marit va ser nomenat tinent governador de l'Alt Canadà, aleshores colònia britànica, i s'hi van traslladar amb els dos fills petits, mentre deixaven les filles més grans a Wolford. La travessia, que començà el 26 de setembre a bord del Triton, culminava a Quebec l'11 de novembre de 1791; l'any següent arribarien a Newark (actualment Niagara-on-the-Lake). Van comprar una finca a l'est de York (actualment Toronto), que anomenarien Castle Frank (avui dia el nom d'una estació de metro de Toronto) pel seu fill gran Francis. Després de cinc anys, la família Simcoe va abandonar el Canadà el 1796 i tornà a Anglaterra.

## Obra
Elizabeth Simcoe deixà un diari que ofereix una valuosa impressió de la vida a l'Ontario colonialː The Diary of Mrs. John Graves Simcoe; Wife of the First Lieutenant-Governor of the Province of Upper Canada 1792–6. La primera anotació al seu diari és del 17 de setembre de 1791, el dia que la família va arribar a Weymouth, el port anglès de sortida, i conclou tres dies després de la tornada a casa. Publicat per primera vegada el 1911, va ser seguit per una transcripció publicada el 1965 i una versió de butxaca publicada a principis del segle XXI, més de 200 anys després d'haver-lo escrit.

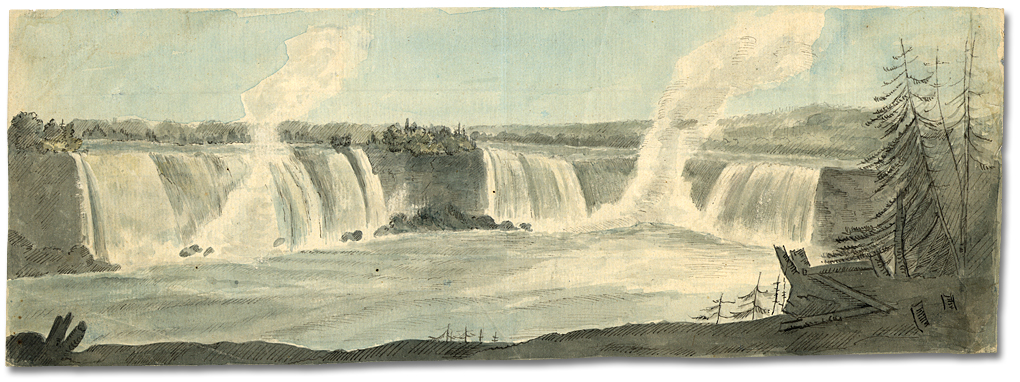
Cascades del Niagara, Elizabeth Simcoe, 1792, Archives of Ontario

L'afició d'Elizabeth Simcoe per la il·lustració fa que les seves aquarel·les, gairebé 600, permetin seguir la crònica de la seva estada i els seus viatges al Canadà de finals del segle XVIIIː des de la ciutat de York, a l'Alt Canadà, fins a l'illa d'Anticosti, les ciutats del Quebec, Gananoque i Kingston, les illes de la Magdalena, la cascada de Montmorency, les cascades del Niàgara o els paisatges de la Grande Rivière, el segon riu més llarg del Quebec, que desemboca a la badia de James.

## Reconeixement i memòria

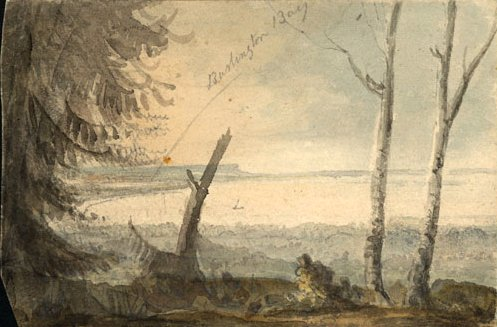
Badia de Burlington, Elizabeth Simcoe

Part de la toponímia d'aquestes regions és deutora de Simcoe i la seva família, com ara l'origen del nom de Scarborough, un districte a l'est de Toronto, en honor de Scarborough, North Yorkshire, o el mateix nom del comtat de Simcoe. Els municipis de North, East i West Gwillimbury, just al sud del llac Simcoe, al centre d'Ontario, porten el seu cognom, Gwillim. El municipi de Whitchurch (ara Whitchurch–Stouffville, a Ontario) rep aquest nom en record del seu lloc de naixement.
El desembre de 2007 es va erigir en un petit parc de a la ciutat de Bradford West Gwillimbury una estàtua d'Elizabeth Gwillim Simcoe, en el 150è aniversari de la seva incorporació.

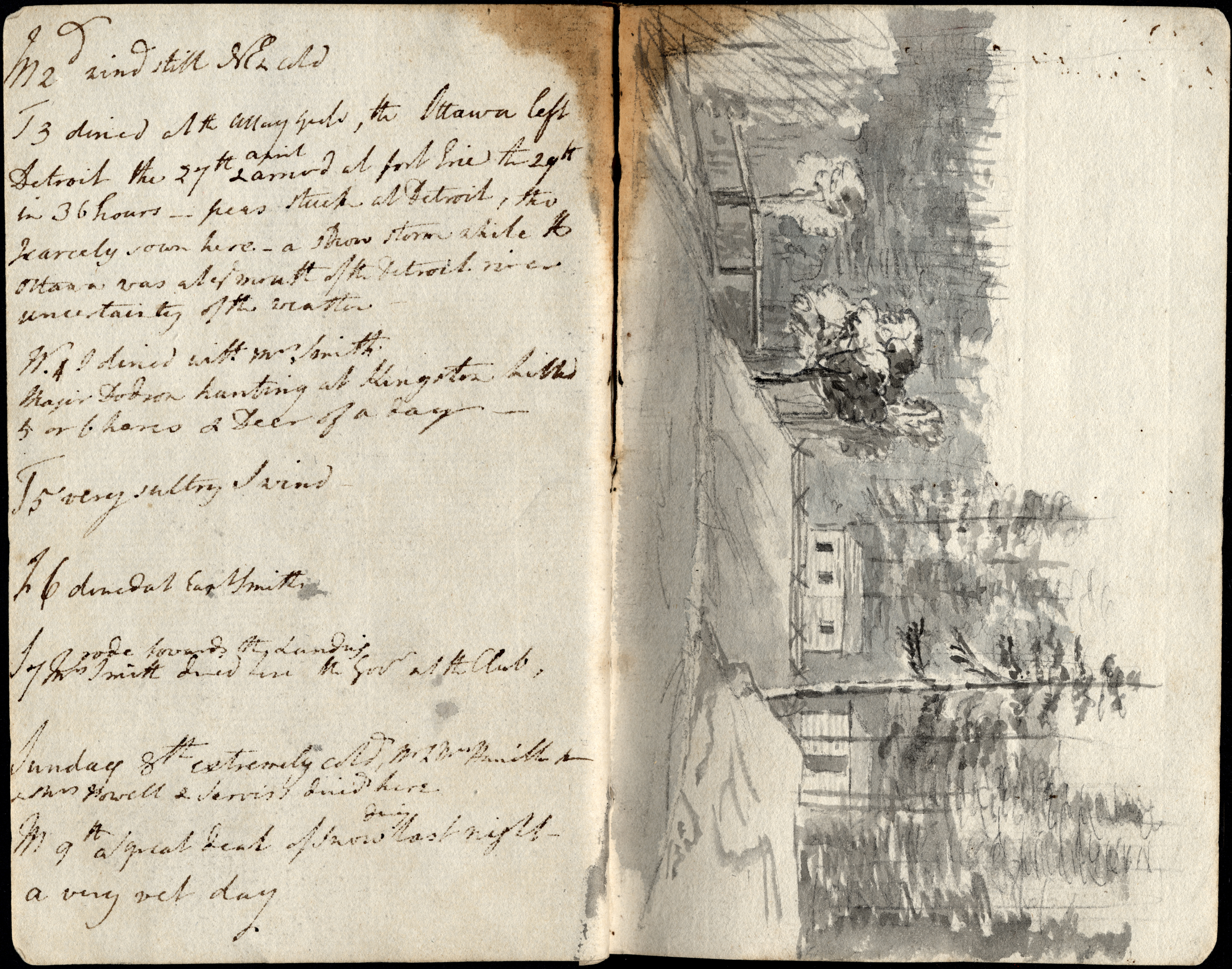
Mostra del Diari d'Elizabeth Simcoe